# Muzej Crkve hrvatskih mučenika
Muzej Crkve hrvatskih mučenika, arheološki muzej u sklopu crkve hrvatskih mučenika na Udbini. Nalazi se dva kata ispod prostora crkve. Crkva je građena 2009. – 2010. godine. Zamišljen je da u budućnosti bude arheološki muzej. Dio arheološke zbirke izložen je u Muzeju Like. U zadarskom Arheološkom muzeju u Zadru se još obrađuje i uređuje dio artefakata i budućih izložaka. U potrazi za budućim izlošcima sprovode se iskapanja na više lokaliteta na Udbini i oko nje. Značajan dio postave muzeja čini donacija Stjepana Brezića iz udbinskog sela Podlapače. Donator Brezić je poslije Drugoga svjetskog rata otišao živjeti u Kanadu, gdje je zbog nostalgije i želje da unucima sačuva porijeklo, vjeru i identitet, gotovo 35 izrađivao slike i predmete koji će njega i njegovu obitelj trajno podsjećati na Hrvatsku. To su bili nekadašnji uporabni predmeti u kućanstvu, različita kola i zaprege, plugove i sane, zatim brojne slike u posebnoj tehnici (poput drvenog mozaika), likovna djela na kojima su prikazani anđeli, hrvatski knezovi, kraljevi i kraljice, poznatije umjetničke slike i osobe iz hrvatske povijesti, hrvatske narodne nošnje, grbove ličkih gradova, nošnje povijesnih postrojba te događaji iz novije hrvatske prošlosti.